# Anastasija Bratczikowa
Anastasija Wiktorowna Bratczikowa (ros. Анастасия Викторовна Братчикова; ur. 21 lutego 1989) – rosyjska zapaśniczka walcząca w stylu wolnym. Mistrzyni Europy w 2017 i 2018. Piąta w mistrzostwach świata w 2013. Wicemistrzyni igrzysk europejskich w 2019. Piąta w Pucharze Świata w 2017; szósta w 2019 i dziewiąta w 2012. Mistrzyni świata juniorów w 2008 i Europy w 2009. Mistrzyni Rosji w 2010, 2012 i 2018, druga w 2011, 2014, 2016 i 2019, a trzecia w 2013 i 2017 roku.